# Sergeï Kuskov
Sergeï Kuskov est un coureur cycliste soviétique. Il a notamment été champion du monde de poursuite par équipes amateurs en 1969.

## Palmarès
- 1969
  -  Champion du monde de poursuite par équipes amateurs (avec Stanislav Moskvine, Vladimir Kuznetzov, Viktor Bykov)